# Ian Somerhalder
Ian Joseph Somerhalder (* 8. prosince 1978, Covington, Louisiana) je americký herec, producent a bývalý model. Proslavil se především roli Damona Salvatora v seriálu Upíří deníky nebo jako Boone ze seriálu Ztraceni.

## Životopis
Ian Joseph Somerhalder se narodil ve městě Covingtonu v Louisianě jako druhý ze tří dětí. Jeho rodiče, Edna, terapeutka, a Robert, podnikatel, měli ještě syna Roberta a dceru Robyn. Vyrůstal v Mandeville a vystudoval zde i Mandeville High School. V deseti letech se začal věnovat modelingu, od sedmnácti pak herectví.

### Dobročinnost
Ian Somerhalder se krom herectví věnuje i dobročinnosti, především prosazuje ekologičtější život a založil vlastní organizaci Ian Somerhalder Foundation, jejíž náplní je obeznamování veřejnosti s ekologií a finanční podpora projektů pro zachování přírodních zdrojů.
Společně se svými kolegy z Upířích deníků, Candice King a Michaelem Trevinem, podporuje projekt It Gets Better, který se zaměřuje na snížení počtu sebevražd mezi LGBT teenagery.

## Profesní kariéra

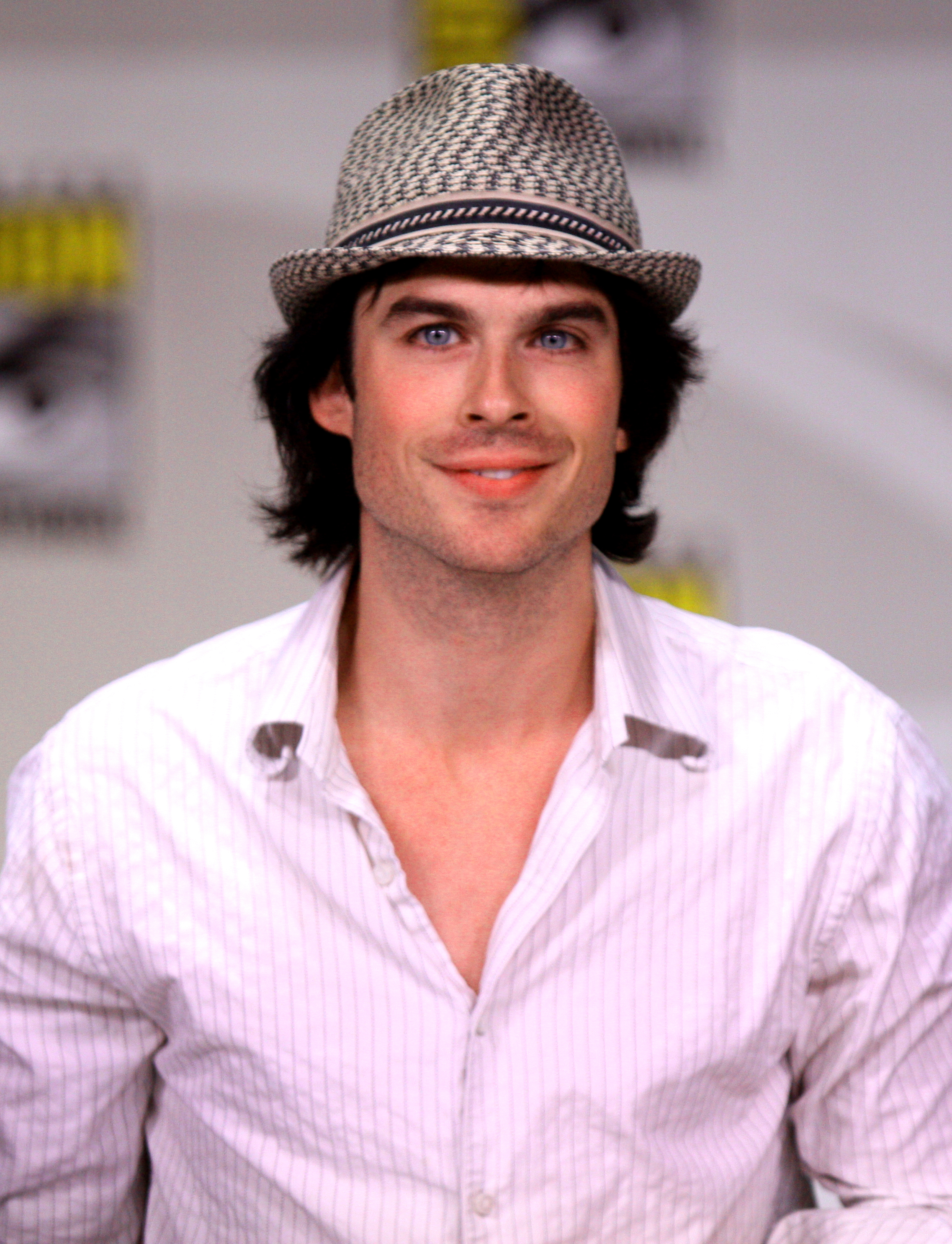

Již v deseti letech se stal modelem. Procestoval celý svět a předváděl modely značek Calvin Klein, American Eagle Outfitters, Dolce & Gabbana, Versace, Guess.
Jeho první velká role byla ve filmu režiséra Rogera Avaryho Pravidla vášně. Poté následovaly postavy Adama Knighta v seriálu Smallville, Boona Carlylea ve Ztracených (Lost) a další role v seriálech Kriminálka Las Vegas, Kriminálka Miami, Zákon a pořádek, Znovu na světě a Damona Salvatora v Upířích denících.
Objevil se také v akčních filmech Ztracený svědek (The Lost Samaritan, 2008) a Turnaj zabijáků (The Tournament, 2009), v romantické komedii Probuzení (Wake, 2009) nebo v komedii How to Make Love to a Woman (2010). Roku 2012 si zahrál ve snímku Cradlewood. V dubnu 2018 byl obsazen do role Dr. Luthera Swanna v seriálu V-Wars.

### Ztraceni
Boone Carlyle byl dalším zachráněných z přední části letadla společnosti Oceanic a také nevlastním bratrem Shannon. Pokusil se stát dalším vůdcem ztracených na ostrově ale neuspěl, protože byl příliš ukvapený a také mladý. Přesto se stal Lockovým pomocníkem a vzniklo mezi nimi silné pouto. Boone byl na ostrově 41 dní než podlehl zraněním po pádu letadla, ve kterém se snažil spojit s vnějším světem. Podle Locka byl Boone obětí, kterou si ostrov vyžádal.

### Upíří deníky
V tomto americkém seriálovém hitu hrál až do konce postavu upíra Damona Salvatora. Při natáčení se seznámil se svou, nyní už bývalou, partnerkou: Ninou Dobrev. Damon se zpočátku jevil jako záporný charakter, ale postupem času se povahově měnil. Somerhalder účinkoval v seriálu až do jeho konce v roce 2017, kdy byla odvysílána poslední série.

## Osobní život
V roce 2009 se při natáčení Upířích deníků seznámil s bulharsko-kanadskou herečkou Ninou Dobrev. Následujícího roku spolu začali chodit, rozešli se v květnu roku 2013. V polovině roku 2014 začal vztah s herečkou Nikki Reed, již v únoru 2015 pak pár oznámil zasnoubení. Svatba se odehrála 26. dubna toho roku v Malibu.
2. května 2017 Somerhalder a Reedová oznámili, že čekají dítě. 25. července se jim narodila dcera pojmenovaná Bodhi Soleil. V lednu 2023 dvojice na Instagramu oznámila, že očekávají narození druhého potomka.

## Filmografie

### Film
| Rok  | Název                       | Role           | Poznámky             |
| ---- | --------------------------- | -------------- | -------------------- |
| 1998 | Celebrity                   |                | neuveden v titulcích |
| 2001 | Dům života                  | Josh           |                      |
| 2002 | Proměny v srdcích           | Jason Kelly    |                      |
| 2002 | Pravidla vášně              | Paul Denton    |                      |
| 2004 | V rukách nepřítele          | Danny Miller   |                      |
| 2004 | The Old Man and the Studio  | Matt           | krátkometrážní film  |
| 2006 | TV: The Movie               |                | neuveden v titulcích |
| 2006 | Puls                        | Dexter         |                      |
| 2006 | The Sensation of Sight      | drifter        |                      |
| 2008 | Ztracený svědek             | William Archer |                      |
| 2009 | Probuzení                   | Tyler          |                      |
| 2009 | Turnaj zabijáků             | Miles Slade    |                      |
| 2010 | How to Make Love to a Woman | Daniel Meltzer |                      |
| 2013 | Caught on Tape              | strážník Lewis |                      |
| 2013 | Time Framed                 | agent Black    | krátkometrážní film  |
| 2014 | Anomálie                    | Harkin Langham |                      |

### Televize
| Rok       | Název                                     | Role             | Poznámky                        |
| --------- | ----------------------------------------- | ---------------- | ------------------------------- |
| 1996      | Policie z New Orleans                     | I.Q              | díl: „The Black Bag“            |
| 1997      | Znovu na světě                            | Brian            | díl: „A Girl's Life“            |
| 2000      | Young Americans                           | Hamilton Fleming | Hlavní role, 8 dílů             |
| 2000      | Kriminálka Las Vegas                      | Tony Del Nagro   | díl: „Poslední kapka“           |
| 2001      | Anatomy of a Hate Crime                   | Russel Henderson | Televizní film                  |
| 2002      | Zákon a pořádek: Útvar pro zvláštní oběti | Charlie Baker    | díl: „Dominance“                |
| 2003      | Kriminálka Miami                          | Ricky Murdoch    | díl: „Nejlepší obhajoba“        |
| 2004      | Fearless                                  | Jordan Gracie    | neprodaný televizní pilotní díl |
| 2004      | Smallville                                | Adam Knight      | 6 dílů                          |
| 2004-10   | Ztraceni                                  | Boone Carlyle    | Hlavní role, 28 dílů            |
| 2007      | Marco Polo                                | Marco Polo       | Televizní film                  |
| 2007      | Řekni, že mě miluješ                      | Nick             | 6 dílů                          |
| 2008      | Ztracené město                            | Jack Kubiak      | Televizní film                  |
| 2009      | Fireball                                  | Lee Cooper       | Televizní film                  |
| 2009–2017 | Upíří deníky                              | Damon Salvatore  | Hlavní role, 171 dílů           |
| 2014      | Years of Living Dangerously               | Sám sebe         | Dokument,díl: „Ice & Brimstone“ |
| TBA       | V-Wars                                    | Dr. Luther Swann | hlavní rol                      |